# Elecciones parlamentarias de Serbia de 2014
Las elecciones parlamentarias se celebraron en Serbia el 16 de marzo de 2014, con diecinueve listas electorales compitiendo por 250 escaños de la Asamblea Nacional. La elección fue convocada anticipadamente, luego de las tensiones en la coalición liderada por el Partido Progresista Serbio (SNS) y el Partido Socialista de Serbia (SPS), que gobernaba el país desde 2012, al mando del socialista Ivica Dačić. El presidente de Serbia, Tomislav Nikolić, programó las elecciones al mismo tiempo que las elecciones a la Asamblea de la Ciudad de Belgrado. Según los resultados preliminares basados en el 99,08% de los votos contados, la participación fue del 53,09%, con un 3,22% de votos nulos.
El Partido Progresista Serbio y su alianza ganó las elecciones por abrumadora mayoría, obteniendo el 48,35% de los votos y una mayoría absoluta de 158 escaños. Su antiguo socio, la Alianza del Partido Socialista de Serbia, igualó su logro anterior con 13,49% y 44 escaños, mientras que solo dos listas no étnicas más superaron el umbral del 5%: el Partido Democrático (DS) con 6,03% y 19 escaños, y la Alianza del Partido Socialdemócrata liderado por el expresidente Boris Tadić con un 5,70% (18 escaños). Varios partidos de larga data, en particular el Partido Democrático de Serbia, Regiones Unidas de Serbia y el Partido Liberal Democrático, no lograron alcanzar el umbral del 5%.
Desde las elecciones del 2000 que siguieron al derrocamiento de Slobodan Milošević, ningún partido había obtenido la mayoría absoluta en la Asamblea Nacional. Aleksandar Vučić, considerado el futuro primer ministro, anunció la formación de un nuevo gobierno el 1 de mayo y no descartó la posibilidad de formar una coalición más amplia a pesar de la mayoría absoluta de los SNS en el parlamento.

## Antecedentes
Después de las últimas elecciones, la coalición reunida en torno al Partido Progresista Serbio (SNS) ganó la mayoría. Después de dos meses de negociaciones, el Partido Progresista Serbio formó un gobierno de coalición con el Partido Socialista de Serbia (SPS). Ivica Dačić (SPS) se convirtió en primer ministro, mientras que Aleksandar Vučić (SNS) se convirtió en primer vice primer ministro. El antiguo partido gobernante y ahora principal oposición, el Partido Demócrata (DS), sufrió grandes pérdidas en las elecciones, pero mantuvo la mayoría en Belgrado, una posición codiciada en la política serbia. Una división interna dentro del DS sobre el liderazgo después de las elecciones debilitó aún más su posición con el alcalde de Belgrado, Dragan Đilas (DS), que perdió un moción de censura.
Con los índices de aprobación de las redes sociales en su punto más alto y la tensión creciente dentro de la coalición gobernante, el primer vice primer ministro Aleksandar Vučić pidió la celebración de elecciones anticipadas. Algunos analistas creyeron que Vučić tenía la mayor influencia en el gobierno. A pesar de las especulaciones de que no lo haría,[cita requerida] el primer ministro Ivica Dačić acordó celebrar elecciones parlamentarias anticipadas. El 29 de enero, el presidente Tomislav Nikolić respondió a los llamamientos disolviendo el parlamento y programando elecciones anticipadas para el 16 de marzo de 2014

## Sistema electoral
La Asamblea Nacional de la República de Serbia es un parlamento unicameral con 250 escaños. Todo el país es un único distrito electoral, con todos los votos acumulados y luego asignando los diputados de acuerdo con el método D'Hondt. El umbral electoral se fija en el 5%. Sin embargo, las listas electorales que se presentan oficialmente con el objetivo de representar a una de las minorías nacionales registradas en el país no tienen barrera electoral. Eso significa que, de acuerdo con la ley electoral vigente, dicha lista necesita ganar el 0.4% del total de votos para asegurar su primer escaño en el parlamento
A pesar del rechazo de los albanokosovares y en el contexto del problema de Kosovo, la votación también se organizará en el territorio de Kosovo, según la RCSNU 1244 (1999) y el Acuerdo Técnico de Kumanovo. Sin embargo, serán manejados, y no solo supervisados, por la OSCE .
Se han preparado un total de 8.262 mesas de votación en el territorio de Serbia (excluido Kosovo). El 1 de marzo, el RIK había declarado que en Serbia hay un total de 6.767.324 votantes elegibles, unos doce mil menos que en 2012. Posteriormente, el RIK formó 90 mesas de votación para el territorio en disputa de Kosovo.

## Resultados
Según los resultados preliminares publicados por el RIK a las 24:00, mostró que la coalición liderada por los progresistas obtuvo el 48,34% de los votos (158 escaños), con el SPS-PUPS-JS en segundo lugar con un 13,51% (44), liderado por los demócratas. tercera coalición con 6,04% de votos (19) y la coalición de Boris Tadić 5,71% (18).
De las minorías, el SVM se clasificó con 3,01% de votos y 6 diputados, SDA con 1,09% y un total de 3 escaños y la lista de minorías albanesas con 0,89% de votos y 2 escaños.
RIK publicó los resultados preliminares oficiales después del 100,00% de los votos contados.
| Partido                                  | Votos     | %     | Asientos | +/–        |
| ---------------------------------------- | --------- | ----- | -------- | ---------- |
| SNS - SDPS - NS - SPO - PS               | 1,736,920 | 48,35 | 158      | +71        |
| SPS - PUPS - JS                          | 484.607   | 13.49 | 44       | 0          |
| DS - Nova - DSHV - USS - BS              | 216,634   | 6.03  | 19       | –32        |
| NDS - Z - LSV - ZZS - VMDK - ZZV - DLR   | 204,767   | 5.70  | 18       | +12        |
| Partido Democrático de Serbia            | 152,436   | 4.24  | 0        | –21        |
| Dveri                                    | 128,458   | 3,58  | 0        | 0          |
| LDP - BDZS - SDU                         | 120.879   | 3.36  | 0        | -15        |
| Regiones Unidas de Serbia                | 109.167   | 3,04  | 0        | -dieciséis |
| Alianza de húngaros de Vojvodina         | 75,294    | 2.10  | 6        | +1         |
| Es suficiente                            | 74,973    | 2,09  | 0        | Nuevo      |
| SRS - Srbski Obraz -SNP Nuestro          | 72.303    | 2.01  | 0        | 0          |
| Partido de Acción Democrática de Sandžak | 35,157    | 0,98  | 3        | +1         |
| Partido por la Acción Democrática        | 24.301    | 0,68  | 2        | +1         |
| Tercera Serbia                           | 16,206    | 0.47  | 0        | Nuevo      |
| Partido ruso                             | 6.547     | 0,18  | 0        | Nuevo      |
| Partido montenegrino                     | 6.388     | 0,18  | 0        | 0          |
| Frente Patriótico                        | 4.514     | 0,13  | 0        | Nuevo      |
| BDZ - MPSZ - DZH - MRM –MEP              | 3.983     | 0,11  | 0        | –1         |
| RDS – SDS                                | 3,182     | 0,09  | 0        | Nuevo      |
| Votos inválidos / en blanco              | 115,659   | 3,22  | -        | -          |
| Total                                    | 3,592,375 | 100   | 250      | 0          |
| Votantes registrados / participación     | 6.765.998 | 53.09 | -        | -          |
| Fuente: RIK                              |           |       |          |            |

## Formación de gobierno
Aunque SNS solo tiene el mínimo requerido de 126 escaños, se espera que mantenga su coalición preelectoral con SDPS, NS y SPO-DHSS, junto con todos los socios menores como PS. Vučić anunció negociaciones con todos, incluidos Dačić, Tadić, las minorías e incluso Đilas. Dačić ha señalado que no hubo discusiones sobre la formación del gobierno, pero que SPS-PUPS-JS está listo para continuar donde lo dejó. Đilas señaló que los demócratas excluyen cualquier posibilidad de coalición y que solo tendrán conversaciones con el presidente Nikolic, rechazando su llamado. Si bien los tres partidos minoritarios (húngaro, bosnio y albanés ) han señalado que están listos para ingresar al gobierno, Ljajic ha señalado explícitamente que el SDPS no será parte de la futura coalición gobernante. si SDA se une a él. Tadić considera a los socialistas responsables de una mala política, por lo que su coalición no se unirá a la de los progresistas si se restablece una coalición con el SPS.